# Киффхойзерский монумент
Киффхойзерский монумент (нем. Kyffhäuser Monument, также известен как Памятник Барбароссе (нем. Barbarossadenkmal)) — представляет собой памятник германскому императору Вильгельму I (1797—1888) в горном массиве Кифхойзер в немецкой земле Тюрингия. Был возведён в 1890—1896 годах среди руин средневекового замка Кифхаузен недалеко от Бад-Франкенхаузена.
Спроектированный архитектором Бруно Шмитцем (1858—1916), этот монумент — третий по величине памятник в Германии. Шмитц также спроектировал и два других крупнейших мемориала: Памятник битве народов, посвященный битве при Лейпциге 1813 года, и Памятник императору Вильгельму в Порта-Вестфалике.
Монумент имеет общую высоту 81 м и расположен на высоте 420 м на вершине скалы длиной 800 м восточного хребта Кифхойзер, ниже 439 м горной вершины замка Кифхаузен. Участок находится в коммуне Штайнталебен в районе Кифхойзерланд, примерно в 6,5 км к северу от Бад-Франкенхаузена и к юго-западу от Тилледа на равнине Голден-Ауэ.

## История
После смерти в 1881 году германского императора Вильгельма I в его честь по всей стране были возведены многочисленные мемориалы. Воздвигнуть Киффхойзерский монумент было предложено германским военным союзом (Deutscher Kriegerbund, с 1900 года — Киффхойзерский союз (Kyffhäuserbund)). Архитектор Бруно Шмиц разработал планы в соответствии с имперскими традициями конца XIX века, воплощёнными в массивных сооружениях из камня, таких как Валгалла в Баварии, Германсденкмаль в Тевтобургском лесу или Нидервальдденкмаль недалеко от Рюдесхайма.
Памятник установлен среди руин (верхний и нижний замок) средневекового императорского замка Кифхаузен, строившегося примерно с 1000 и достигшего своего наивысшего величия во время правления императора Фридриха I Барбароссы. Сохранились любопытные памятники средневекового замка, такие как самый глубокий в мире замковый колодец глубиной 176 м. Крепостные стены высотой 17 м на месте бывшего верхнего замка Кифхаузен доступна и имеет две выставки. Сохранились также части старых ворот. Музей замка посвящён истории древнего замкового комплекса, легенды о Барбароссе и истории строительства памятника императору Вильгельму. В музее также представлены многочисленные артефакты, которые были обнаружены во время раскопок и консервационных работ Союзом Кифхойзер в замке и вокруг него.

### Архитектура
Архитектор Бруно Шмиц заимствовал элементы романского стиля из замков Hoenstaufen и крепости XII и XIII веков для своих монументальных стен и башен. Грубо обтесанные камни напоминают кладку горбовых блоков Гогенштауфенов, которые также использовались при строительстве башни Барбаросса. Основанная в 1871 году империя, в которой верховодила Пруссия, должна была считаться как законная преемница средневековой Священной Римской империи. Это также символизирует национальную тему упадка и возрождения.
Прусско-германские власти также знали о необходимых концепциях интеграции для непрусского населения. Нация должна была быть выкована через империю, поскольку национальная идентичность выражалась в напыщенной имперской каменной иконографии и должна была быть достигнута как имперский народ с императором во главе государства, и она должна была развивать имперские амбиции — внутренние, европейские и глобальные.

### Скульптура Барбароссы
Живописная каменная аркатура, окруженная террасами с восточной стороны памятника, служит фоном для скульптуры мифологизированного императора Фридриха Барбароссы, созданной Николаусом Гейгером (1849—1897). Фигура высотой 6,5 м была вылеплена на месте из нескольких цельных блоков песчаника. У его ног изображены мифические существа, а также рыцари и члены его двора, с которыми старый император ожидает воскресения в своей подземной гробнице. Легенда о Барабароссе гласит, что он снова восстанет, когда Германия будет нуждаться в его руководстве. Сам император изображен в образе древнего могущественного монарха из легенд в самый момент пробуждения. Этот момент выделен движением его левой руки, упирающейся в длинную бороду и слегка отодвинутую ногу, не прикрытую волосами. Император прикрыл один глаз, что сближает его образ с Одином. Скульптор Николаус Гейгер украсил голову Барбароссы императорской короной, оригинал которой выставлен в венском Хофбурге.

### Скульптура Вильгельма I
Над древним императором возвышается конная статуя нового императора, Вильгельма I, созданная скульптором Эмилем Хундризером (1846—1911) в стиле необарокко. Вильгельм изображен генералом, с Пикельхаубе и Большим крестом Железного креста, он достойно позирует верхом на лошади. Его окружают две аллегорические скульптуры. Справа германский воин, олицетворяющий защиту, а слева женщина с пером и венком из дубовых листьев, символизирующими историю и славу. И скульптуры Барбароссы, и скульптуры Вильгельма олицетворяют идею программы монумента — прославление монархии и военной мощи империи. Вся группа имеет высоту почти 11 м и весит около 16 тонн. Ведомые медные листы имеют толщину от 2 до 3 мм.
Скульптура Вильгельма прикреплена к 57-метровой башне, увенчанной огромной императорской короной. Лестница с 247 ступенями ведёт к платформе на вершине башни, с которой открывается панорамный вид на хребет Кифхойзер, горы Гарц на севере и вниз на Тюрингенский лес на юге.